# Viola boje mora (televizijska serija)
Viola boje mora (Viola come il mare) talijanska je televizijska serija. Producirao ju je Lux Vide u suradnji s RTI za Canale 5, gdje se premijerno prikazuje. Serije se temelji na romanu Conosci l'estate? koji je napisala Simona Tanzini.
Premijerno je prikazana 30. rujna 2022. U Hrvatskoj serija se prikazuje na AXN-u od 8. veljače 2023., i streaming platformi Voyo od 20. studenoga
Serija je obnovljena za treću sezonu.

## Radnja
Viola Vitale, nakon što se uvijek bavila komunikacijom mode, seli se iz Pariza u Palermo (svoj rodni grad), gdje će učiniti sve da potraži oca kojeg nikada nije poznavala. Jednom u Palermu, Viola počinje raditi za web redakciju kao kriminalistička novinarka, gdje upoznaje glavnog policijskog inspektora Francesca Demira, čovjeka s velikim istraživačkim talentom, ali nedostatkom povjerenja u čovječanstvo. Njih dvojica počinju raditi rame uz rame na slučajevima ubojstava: Viola kao novinarka, dok Francesco kao policajac.

## Pregled serije
Premijerno se prikazuje u Italiji od 30. rujna 2022. U Hrvatskoj serija se prikazuje na AXN-u od 8. veljače 2023., s reprizama na potonjem i AXN Spin-u, na streaming platformi Voyo se prikazuje od 20. studenoga 2023. i od 17. lipnja 2024. na RTL-u, istog dana na platformi Voyo premijerno u Hrvatskoj počinje druga sezona.
Serija je u listopadu 2022. obnovljena za drugu sezonu koja se premijerno prikazala od 3.svibnja do 6. lipnja 2024. U lipnju nakon finale druge sezona obnovljena je za treću sezonu.
| Sezona | Sezona | Epizoda | Prikazivanje Italija | Prikazivanje Italija | Prikazivanje Hrvatska | Prikazivanje Hrvatska | Prikazivanje Hrvatska | Prikazivanje Hrvatska | Prikazivanje Hrvatska | Prikazivanje Hrvatska |
| Sezona | Sezona | Epizoda | Canale 5             | Canale 5             | AXN                   | AXN                   | Voyo                  | Voyo                  | RTL                   | RTL                   |
| Sezona | Sezona | Epizoda | Premijera            | Finale               | Premijera             | Finale                | Premijera             | Finale                | Premijera             | Finale                |
| ------ | ------ | ------- | -------------------- | -------------------- | --------------------- | --------------------- | --------------------- | --------------------- | --------------------- | --------------------- |
|        | 1.     | 12      | 30. rujna 2022.      | 4. studenoga 2022.   | 8. veljače 2023.      | 22. ožujka 2023.      | 20. studenoga 2023.   | 2. prosinca 2023.     | 17. lipnja 2024.      | 4. srpnja 2024.       |
|        | 2.     | 12      | 3. svibnja 2024.     | 6. lipnja 2024.      | Još nije najavljeno   | Još nije najavljeno   | 17. lipnja 2024.      | 28. lipnja 2024.      | Još nije najavljeno   | Još nije najavljeno   |

## Glumačka postava
| Glumac             | Lik                | Opis | Sezona 1 | Sezona 2 |
| ------------------ | ------------------ | --- | -------- | -------- |
| Francesca Chillemi | Viola Vitale       | Novinarka Sicilia WebNews-a koja traži oca kojeg nikada nije upoznala                                                                       |          |          |
| Can Yaman          | Francesco Demir    | Glavni policijski inspektor, koji često surađuje s Violom                                                                                   |          |          |
| Giovanni Nasta     | Turi D'Agata       | Francescov policijski kolega, otac blizanki. Jedva razumije sarkazam                                                                        |          |          |
| Valeria Milillo    | Sonia Tacconi      | Francescova majka |          |          |
| Kyshan Wilson      | Farah              | Djevojka koja je stigla u Palermo preko trgovine ljudima, Francesco uzima njezin slučaj k srcu.                                             |          |          |
| Chiara Tron        | Tamara Graziosi    | Snimateljica Sicilia WebNews-a, Violina kolegica. Ona je jedna od rijetkih prijateljica i jedina kojoj se u početku povjerava da je bolesna |          |          |
| Mario Scerbo       | Alex Leonardi      | Violin kolega, tajno zaljubljen u Tamaru |          |          |
| Simona Cavallari   | Claudia Foresi     | Direktorica Sicilia WebNews-a |          |          |
| David Coco         | Santo Buscemi      | Tužitelj koji je radio s Francescom Demirom, do uhićenja                                                                                    |          |          |
| Tommaso Basili     | Domenico Parisi    | Violin kolega koji uvijek putuje po svijetu                                                                                                 |          |          |
| Romano Reggiani    | Raniero Sammartano | Violin kolega, on je još uvijek čovjek koji vodi obiteljsko poljoprivredno gospodarstvo i neko je vrijeme bio Violin partner                |          |          |
| Ninni Bruschetta   | Leonardo Piazza    | Novi urednik Sicilia WebNews-a, koji je u invalidskim kolicima                                                                              |          |          |
| Giovanni Scifoni   | Matteo Ferrara     | Novi tužitelj tužiteljstva u Palermu, koji zauzima mjesto Santa Buscemija                                                                   |          |          |
| Lorenzo Scalzo     | Raffaele Noto      | Novi sportski urednik Sicilia WebNews-a |          |          |
| Alice Arcuri       | Vita Stabili       | Nova direktorica Sicilia WebNews-a |          |          |
| Virginia Diop      | Maryam Nazari      | Nova politička urednica Sicilia WebNews-a, islamskog podrijetla.                                                                            |          |          |

## Produkcija
Seriju producira Lux Vide u suradnji s RTI. Nakon uspješne prve sezone, serija je obnovljena za drugu sezonu. Prva sezona također se prikazuje na Netflixu 1. ožujka 2023.

### Promocija
Seriju je najavio Can Yaman, 10. kolovoza 2021. putem svog Instagram profila. Osim toga, od 2. kolovoza 2022. promocije serije prikazuju se na Canale 5.

### Snimanje
Snimanje serije trajalo je od rujna 2021. do travnja 2022. Snimalo se između Palerma i Rima, točnije između Terrasinija i Termini Imeresea , Civite Castellane (VT), Formella i Osteje. Neke lokacije na Siciliji gdje je serija snimljena su: Torre Alba, ribarsko selo, plaža Mondello, između Monte Pellegrina i Capo Galla, luka Palermo i neki od najpoznatijih spomenika grada kao što su Teatro Massimo, Palazzina dei Quattro Pizzi i šetnica Peppino Impastato u Terrasiniju (mjesto gdje je snimljeno otkriće dječaka, žrtva nesreće).

## Vanjske poveznice
- Službena stranica na mediasetinfinity.mediaset.it (tal.)
- Službena stranica na luxvide.it (tal.)
- Viola boje mora u internetskoj bazi filmova IMDb-a (engl.)